# Acianthera magalhanesii
Acianthera magalhanesii är en orkidéart som först beskrevs av Guido Frederico João Pabst, och fick sitt nu gällande namn av Fábio de Barros. Acianthera magalhanesii ingår i släktet Acianthera och familjen orkidéer. Inga underarter finns listade i Catalogue of Life.

## Bildgalleri

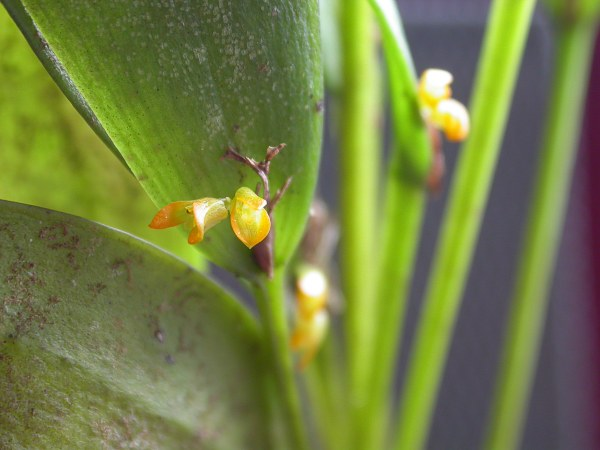
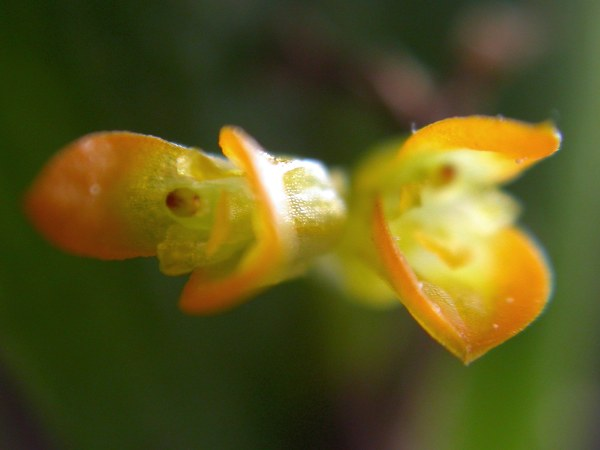
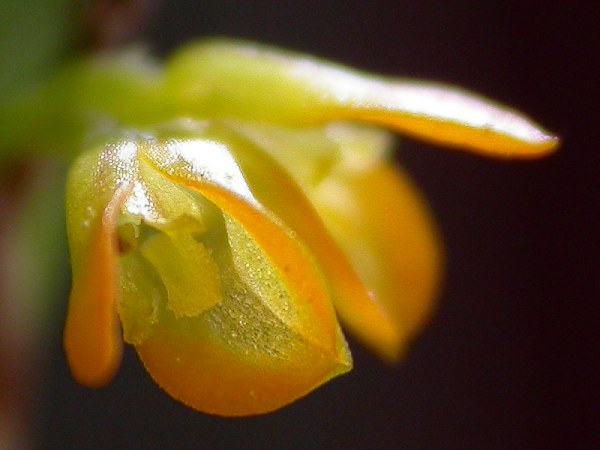
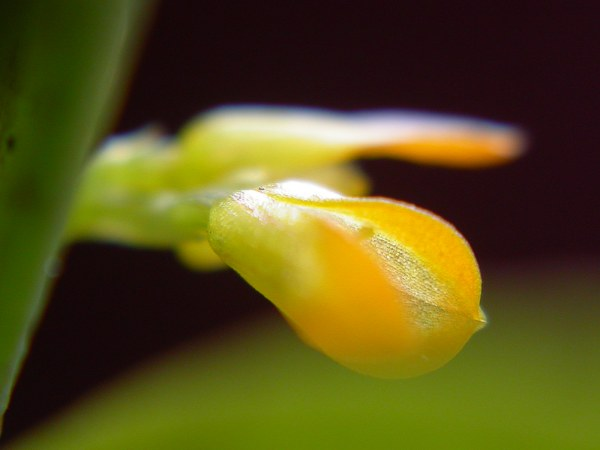
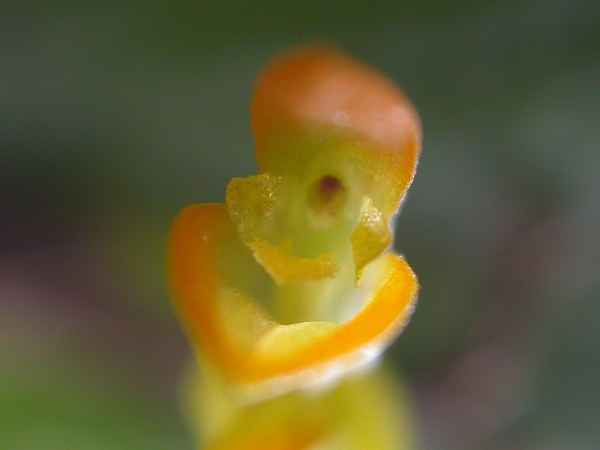
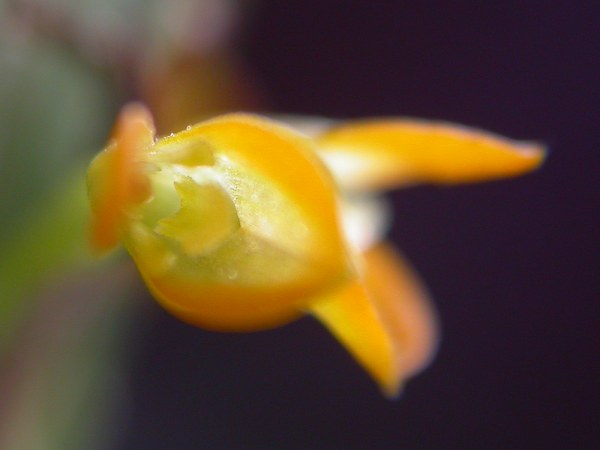